# The Leaf
The Leaf est un gratte-ciel de  228 mètres construit en 2015 à Abou Dabi, la capitale des Émirats arabes unis.